# Wilbur F. Sanders
Wilbur F. Sanders (Leon, 1834. május 2. – Helena, 1905. július 7.) az Amerikai Egyesült Államok szenátora (Montana, 1890–1893).

## Élete
A New York-i Leonban született, Ira és Freedom (Edgerton) Sanders gyermekeként. Apja egy rhode island-i farmer volt, míg anyja Connecticutból származott. Otthon tanult.
1854-ben az ohiói Akronbe költözött. Rufus P. Spalding politikus tanítványa volt.
1858-ban vette feleségül Harriet P. Fenn-t; öt gyermekük született.